# Coppa panamericana maschile di pallavolo 2016
La Coppa panamericana maschile di pallavolo 2016 si è svolta dal 21 al 26 maggio 2016 a Città del Messico, in Messico: al torneo hanno partecipato dieci squadre nazionali tra nordamericane e sudamericane e la vittoria finale è andata per la seconda volta a Cuba.

## Impianti
|                                                                                              |  |  |
|                                                                                              |  |  |
| Gimnasio Olímpico Juan de la Barrera Città: Città del Messico Capienza: - Anno d'apertura: - |  |  |

## Regolamento

### Formula
Le squadre hanno disputato una prima fase a gironi con formula del girone all'italiana; al termine della prima fase:
- Le prime due classificate di ogni girone hanno acceduto alla fase finale per il primo posto, strutturata in quarti di finale, a cui hanno partecipato solo la peggiore prima e le seconde classificate, semifinali, finale per il terzo posto e finale.
- Le due eliminate ai quarti di finale della fase finale per il primo posto hanno acceduto alla finale per il quinto posto.
- L'ultima classificata del girone A e B e le ultime due classificate del girone C hanno acceduto alla fase finale per il setimo posto, strutturata in semifinali, finale per il nono posto e finale per il settimo posto.

### Criteri di classifica
Se il risultato finale è stato di 3-0 sono stati assegnati 5 punti alla squadra vincente e 0 a quella sconfitta, se il risultato finale è stato di 3-1 sono stati assegnati 4 punti alla squadra vincente e 1 a quella sconfitta, se il risultato finale è stato di 3-2 sono stati assegnati 3 punti alla squadra vincente e 2 a quella sconfitta.
L'ordine del posizionamento in classifica è stato definito in base a:
- Numero di partite vinte;
- Punti;
- Ratio dei set vinti/persi;
- Ratio dei punti realizzati/subiti;
- Risultati degli scontri diretti.

## Squadre partecipanti
| Squadra         | Qualificazione      | Ultima partecipazione |
| --------------- | ------------------- | --------------------- |
| Argentina       | -                   | Stati Uniti 2015      |
| Canada          | -                   | Stati Uniti 2015      |
| Cile            | -                   | Debutto               |
| Colombia        | -                   | Messico 2014          |
| Costa Rica      | -                   | Canada 2008           |
| Cuba            | -                   | Messico 2014          |
| Honduras        | -                   | Debutto               |
| Messico         | Paese organizzatore | Stati Uniti 2015      |
| Rep. Dominicana | -                   | Stati Uniti 2015      |
| Stati Uniti     | -                   | Stati Uniti 2015      |

## Torneo

### Fase a gironi
| Girone A        | Girone B   | Girone C  |
| --------------- | ---------- | --------- |
| Cile            | Canada     | Argentina |
| Rep. Dominicana | Costa Rica | Colombia  |
| Stati Uniti     | Cuba       | Honduras  |
| -               | -          | Messico   |

#### Girone A

##### Risultati
| 21 maggio 2016 Gimnasio de la Barrera, Città del Messico Durata: 1h:47 - Spettatori: 1 400 | Stati Uniti     | 3 - 1 | Cile            | 25-17, 17-25, 25-15, 25-22 |
| 22 maggio 2016 Gimnasio de la Barrera, Città del Messico Durata: 1h:46 - Spettatori: 900   | Cile            | 1 - 3 | Rep. Dominicana | 20-25, 25-18, 24-26, 23-25 |
| 23 maggio 2016 Gimnasio de la Barrera, Città del Messico Durata: 1h:50 - Spettatori: 1 500 | Rep. Dominicana | 1 - 3 | Stati Uniti     | 20-25, 23-25, 28-26, 17-25 |

##### Classifica
| Pos | Squadra         | Pt | G | V | P | SV | SP | Ratio | PF  | PS  | Ratio |
| --- | --------------- | -- | - | - | - | -- | -- | ----- | --- | --- | ----- |
| 1   | Stati Uniti     | 8  | 2 | 2 | 0 | 6  | 2  | 3.000 | 193 | 167 | 1.155 |
| 2   | Rep. Dominicana | 5  | 2 | 1 | 1 | 4  | 4  | 1.000 | 182 | 193 | 0.943 |
| 3   | Cile            | 2  | 2 | 0 | 2 | 2  | 6  | 0.333 | 171 | 186 | 0.919 |

#### Girone B

##### Risultati
| 21 maggio 2016 Gimnasio de la Barrera, Città del Messico Durata: 1h:05 - Spettatori: 1 700 | Costa Rica | 0 - 3 | Canada     | 15-25, 13-25, 11-25               |
| 22 maggio 2016 Gimnasio de la Barrera, Città del Messico Durata: 1h:04 - Spettatori: 1 800 | Cuba       | 3 - 0 | Costa Rica | 25-11, 25-16, 25-18               |
| 23 maggio 2016 Gimnasio de la Barrera, Città del Messico Durata: 2h:03 - Spettatori: 2 500 | Canada     | 2 - 3 | Cuba       | 25-20, 17-25, 21-25, 25-23, 13-15 |

##### Classifica
| Pos | Squadra    | Pt | G | V | P | SV | SP | Ratio | PF  | PS  | Ratio |
| --- | ---------- | -- | - | - | - | -- | -- | ----- | --- | --- | ----- |
| 1   | Cuba       | 8  | 2 | 2 | 0 | 6  | 2  | 3.000 | 183 | 146 | 1.253 |
| 2   | Canada     | 7  | 2 | 1 | 1 | 5  | 3  | 1.666 | 176 | 147 | 1.197 |
| 3   | Costa Rica | 0  | 2 | 0 | 2 | 0  | 6  | 0.000 | 84  | 150 | 0.560 |

#### Girone C

##### Risultati
| 21 maggio 2016 Gimnasio de la Barrera, Città del Messico Durata: 1h:09 - Spettatori: 2 000 | Argentina | 3 - 0 | Colombia  | 25-16, 25-20, 25-22               |
| 21 maggio 2016 Gimnasio de la Barrera, Città del Messico Durata: 1h:16 - Spettatori: 2 100 | Messico   | 3 - 0 | Honduras  | 25-17, 25-15, 25-22               |
| 22 maggio 2016 Gimnasio de la Barrera, Città del Messico Durata: 1h:03 - Spettatori: 1 700 | Honduras  | 0 - 3 | Argentina | 10-25, 19-25, 16-25               |
| 22 maggio 2016 Gimnasio de la Barrera, Città del Messico Durata: 2h:12 - Spettatori: 3 000 | Messico   | 3 - 2 | Colombia  | 32-30, 25-20, 25-27, 23-25, 15-13 |
| 23 maggio 2016 Gimnasio de la Barrera, Città del Messico Durata: 1h:11 - Spettatori: 150   | Colombia  | 3 - 0 | Honduras  | 25-22, 25-20, 25-21               |
| 23 maggio 2016 Gimnasio de la Barrera, Città del Messico Durata: 1h:41 - Spettatori: 3 000 | Messico   | 1 - 3 | Argentina | 18-25, 21-25, 28-26, 22-25        |

##### Classifica
| Pos | Squadra   | Pt | G | V | P | SV | SP | Ratio | PF  | PS  | Ratio |
| --- | --------- | -- | - | - | - | -- | -- | ----- | --- | --- | ----- |
| 1   | Argentina | 14 | 3 | 3 | 0 | 9  | 1  | 9.000 | 251 | 192 | 1.307 |
| 2   | Messico   | 9  | 3 | 2 | 1 | 7  | 5  | 1.400 | 284 | 270 | 1.051 |
| 3   | Colombia  | 7  | 3 | 1 | 2 | 5  | 6  | 0.833 | 248 | 258 | 0.961 |
| 4   | Honduras  | 0  | 3 | 0 | 3 | 0  | 9  | 0.000 | 162 | 225 | 0.720 |

### Finali 1º e 3º posto
|  | Quarti          | Quarti  |           |         | Semifinali         | Semifinali         |  |  | Finale 1º/2º posto | Finale 1º/2º posto |
|  |                 |         |           |         |                    |                    |  |  |                    |                    |
|  |                 |         |           |         |                    |                    |  |  |                    |                    |
|  |                 |         |           |         |                    |                    |  |  |                    |                    |
|  | -               | -       |           |         |                    |                    |  |  |                    |                    |
|  | -               | -       |           |         |                    |                    |  |  |                    |                    |
|  | -               | -       |           |         |                    |                    |  |  |                    |                    |
|  | -               | -       | Argentina | 3       |                    |                    |  |  |                    |                    |
|  |                 |         | Argentina | 3       |                    |                    |  |  |                    |                    |
|  |                 | Canada  | 1         |         |                    |                    |  |  |                    |                    |
|  | Stati Uniti     | Canada  | 1         | 1       |                    |                    |  |  |                    |                    |
|  | Stati Uniti     |         |           | 1       |                    |                    |  |  |                    |                    |
|  | Canada          | 3       |           |         |                    |                    |  |  |                    |                    |
|  | Canada          | 3       | Argentina | 2       |                    |                    |  |  |                    |                    |
|  |                 |         | Argentina | 2       |                    |                    |  |  |                    |                    |
|  |                 | Cuba    | 3         |         |                    |                    |  |  |                    |                    |
|  | -               | Cuba    | 3         | -       |                    |                    |  |  |                    |                    |
|  | -               |         |           | -       |                    |                    |  |  |                    |                    |
|  | -               | -       |           |         |                    |                    |  |  |                    |                    |
|  | -               | -       | Cuba      | 3       | Finale 3º/4º posto | Finale 3º/4º posto |  |  |                    |                    |
|  |                 |         | Cuba      | 3       | Finale 3º/4º posto | Finale 3º/4º posto |  |  |                    |                    |
|  |                 | Messico | 1         |         |                    |                    |  |  |                    |                    |
|  | Messico         | Messico | 1         | 3       | Canada             | 3                  |  |  |                    |                    |
|  | Messico         |         |           | 3       | Canada             | 3                  |  |  |                    |                    |
|  | Rep. Dominicana | 0       |           | Messico | 0                  |                    |  |  |                    |                    |
|  | Rep. Dominicana | 0       |           |         | 0                  |                    |  |  |                    |                    |
|  |                 |         |           |         |                    |                    |  |  |                    |                    |
|  |                 |         |           |         |                    |                    |  |  |                    |                    |

#### Quarti di finale
| 24 maggio 2016 Gimnasio de la Barrera, Città del Messico Durata: 1h:53 - Spettatori: 1 000 | Stati Uniti | 1 - 3 | Canada          | 24-26, 28-26, 19-25, 29-31 |
| 24 maggio 2016 Gimnasio de la Barrera, Città del Messico Durata: 1h:22 - Spettatori: 2 000 | Messico     | 3 - 0 | Rep. Dominicana | 25-22, 25-19, 28-26        |

#### Semifinali
| 25 maggio 2016 Gimnasio de la Barrera, Città del Messico Durata: 2h:03 - Spettatori: 2 800 | Argentina | 3 - 1 | Canada  | 34-32, 24-26, 25-22, 25-22 |
| 25 maggio 2016 Gimnasio de la Barrera, Città del Messico Durata: 1h:37 - Spettatori: 3 500 | Cuba      | 3 - 1 | Messico | 25-21, 26-28, 25-14, 25-18 |

#### Finale 3º posto
| 26 maggio 2016 Gimnasio de la Barrera, Città del Messico Durata: 1h:17 - Spettatori: 3 500 | Messico | 0 - 3 | Canada | 20-25, 20-25, 27-29 |

#### Finale
| 26 maggio 2016 Gimnasio de la Barrera, Città del Messico Durata: 2h:11 - Spettatori: 4 000 | Cuba | 3 - 2 | Argentina | 30-32, 20-25, 25-23, 25-18, 19-17 |

### Finale 5º posto
| 26 maggio 2016 Gimnasio de la Barrera, Città del Messico Durata: 1h:11 - Spettatori: 1 200 | Rep. Dominicana | 0 - 3 | Stati Uniti | 22-25, 15-25, 14-25 |

### Finali 7º e 9º posto
|  | Semifinali | Semifinali | Semifinali |      |          | Finale 7º/8º posto  | Finale 7º/8º posto  | Finale 7º/8º posto  |  |
|  |            |            |            |      |          |                     |                     |                     |  |
|  | Colombia   | Colombia   | 3          |      |          |                     |                     |                     |  |
|  | Colombia   | Colombia   | 3          |      |          |                     |                     |                     |  |
|  | Honduras   | Honduras   | 0          |      |          |                     |                     |                     |  |
|  | Honduras   | Honduras   | 0          |      | Colombia | Colombia            | 0                   |                     |  |
|  |            |            |            |      | Colombia | Colombia            | 0                   |                     |  |
|  |            |            | Cile       | Cile | 3        |                     |                     |                     |  |
|  | Cile       | Cile       | Cile       | Cile | 3        | 3                   |                     |                     |  |
|  | Cile       | Cile       |            |      |          | 3                   |                     |                     |  |
|  | Costa Rica | Costa Rica | 0          |      |          | Finale 9º/10º posto | Finale 9º/10º posto | Finale 9º/10º posto |  |
|  | Costa Rica | Costa Rica | 0          |      |          |                     |                     |                     |  |
|  |            |            |            |      |          |                     |                     |                     |  |
|  |            |            |            |      |          | Honduras            | Honduras            | 2                   |  |
|  |            |            |            |      |          | Honduras            | Honduras            | 2                   |  |
|  |            |            |            |      |          | Costa Rica          | Costa Rica          | 3                   |  |

#### Semifinali
| 24 maggio 2016 Gimnasio de la Barrera, Città del Messico Durata: 1h:15 - Spettatori: 150 | Colombia | 3 - 0 | Honduras   | 25-23, 25-21, 25-21 |
| 24 maggio 2016 Gimnasio de la Barrera, Città del Messico Durata: 1h:12 - Spettatori: 250 | Cile     | 3 - 0 | Costa Rica | 25-15, 25-18, 25-23 |

#### Finale 9º posto
| 25 maggio 2016 Gimnasio de la Barrera, Città del Messico Durata: 1h:53 - Spettatori: 120 | Honduras | 2 - 3 | Costa Rica | 21-25, 27-25, 25-20, 26-28, 11-15 |

#### Finale 7º posto
| 25 maggio 2016 Gimnasio de la Barrera, Città del Messico Durata: 1h:16 - Spettatori: 800 | Colombia | 0 - 3 | Cile | 19-25, 19-25, 22-25 |

## Classifica finale
| Pos     | Squadra         | Rosa |
| ------- | --------------- | --- |
| Oro     | Cuba            | Formazione: 3 Calvo, 6 Rendón, 7 García, 9 Osoria, 10 Ferrer, 12 Alfonso, 13 Rivera, 15 Albo, 16 Sosa, 19 Concepción, 21 Goide, 22 Melgarejo, CT: Sánchez                                          |
| Argento | Argentina       | Formazione: 1 Sánchez, 2 Melgarejo, 3 Martínez, 4 Flores, 6 Vieira, 8 Bitar, 9 Danani, 10 Lazo, 12 Lima, 16 Johansen, 18 Benavidez, 19 Gallego, CT: Soto                                           |
| Bronzo  | Canada          | Formazione: 3 McKay, 4 Or, 5 Gunter, 6 Knight, 7 McLean, 11 Scheerhoorn, 13 Barnes, 14 Burt, 16 DeRocco, 17 Wilson, 20 Maar, 23 Duquette, 24 Van Berkel, 25 Walsh, CT: Laplante                    |
| 4       | Messico         | Formazione: 1 Vargas, 2 Márquez, 4 Ruiz, 5 J. Rangel, 6 Perales, 7 Quiñones, 10 P. Rangel, 11 Barajas, 13 Córdova, 14 Aguilera, 17 Orellana, 19 Mendoza, 20 Duarte, 21 Martínez, CT: Azair         |
| 5       | Stati Uniti     | Formazione: 1 Langlois, 2 Petty, 3 Sander, 4 Taylor, 9 Tuaniga, 10 Hutz, 12 Johnson, 15 Clark, 17 Jendryk, 19 Averill, 23 DeFalco, 24 Brinkley, CT: Larsen                                         |
| 6       | Rep. Dominicana | Formazione: 1 Tapia, 2 Alcántara, 4 Hernández, 5 Miéses, 7 Frías, 8 López, 9 García, 12 Arredondo, 13 Mercedes, 14 Romero, 16 Díaz, 18 L.R. Rodríguez, CT: L. Rodríguez                            |
| 7       | Cile            | Formazione: 1 Guerra, 2 Reyes, 3 Araya, 4 T. Parraguirre, 5 M. Parraguirre, 6 Grimalt, 7 Baeza, 8 Bader, 9 Bonačić, 11 V. Parraguirre, 14 Villarreal, 15 Castillo, 16 Díaz, 19 Banda, CT: Nejamkin |
| 8       | Colombia        | Formazione: 1 Jiménez, 3 Morelos, 5 Hurtado, 6 García, 7 Piza, 9 Moreno, 10 Polchlopek, 11 Mosquera, 12 Palacios, 13 Ambuila, 15 Lucumi, 16 Mendoza, 18 Rentería, 19 Ruiz, CT: Oncken              |
| 9       | Costa Rica      | Formazione: 1 Quesada, 3 Acuña, 4 Blanco, 7 E. Araya, 9 Gómez, 10 Ja. Álvarez, 12 A. Araya, 13 Rodríguez, 19 Flores, 22 Ju. Álvarez, 23 López, 25 Arias, CT: Salas                                 |
| 10      | Honduras        | Formazione: 1 Maradiaga, 2 Membreño, 3 Brown, 5 Alley, 6 Matamoros, 7 López, 8 Salgado, 9 Calleja, 10 Rivera, 13 Moreira, 15 Cambell, 16 Ulloa Molina, CT: Ulloa Baez                              |

## Premi individuali
| Premio                | Nome                | Squadra         |
| --------------------- | ------------------- | --------------- |
| MVP                   | Abrahan Alfonso     | Cuba            |
| Miglior realizzatore  | Jorge Barajas       | Messico         |
| Miglior servizio      | Gregory Petty       | Stati Uniti     |
| Miglior difesa        | Santiago Danani     | Argentina       |
| Miglior ricevitore    | Santiago Danani     | Argentina       |
| Miglior palleggiatore | Matías Sánchez      | Argentina       |
| Miglior opposto       | Henry Tapia         | Rep. Dominicana |
| Miglior schiacciatore | Jorge Barajas       | Messico         |
| Miglior schiacciatore | Vicente Parraguirre | Cile            |
| Miglior centrale      | Fabián Flores       | Argentina       |
| Miglior centrale      | Luis Sosa           | Cuba            |
| Miglior libero        | Santiago Danani     | Argentina       |